# 山崎雅由
山崎 雅由（やまさき まさよし、1991年9月7日 - ）は、地方競馬の高知競馬場・田中譲二厩舎所属の騎手である。広島県福山市出身。血液型A型、身長158cm、体重47kg。
叔父は福山競馬場で騎手・調教師として活躍した小嶺英喜。地方競馬教養センター長期騎手課程第87期生。

## 来歴
2009年3月31日に地方競馬騎手免許を取得し、西脇・山口益巳厩舎からデビューする。
同年4月14日第2回園田競馬1日目第2競走サラ系3歳戦にサウスヴィガーで初騎乗（10頭立て9番人気6着）。
同年4月28日第3回園田競馬1日目第2競走サラ系4歳上一般戦でモエレプリティーに騎乗（11頭立て6番人気）し初勝利。
2011年1月17日に第25回全日本新人王争覇戦に出場（10人中6位）。
2012年3月2日から5月27日まで福山競馬場で期間限定騎乗を行った。福山での所属は小嶺英喜厩舎。
同年6月24日第5回福山競馬4日目第10競走第5回福山チャンピオンシップでモリデンヴィーナスに騎乗（10頭立て5番人気）し重賞初勝利。
2016年9月10日から12月11日まで、1年後の2017年8月1日から10月31日まで高知競馬場で期間限定騎乗を行った。高知での所属は共に那俄性哲也厩舎。
2018年1月4日から高知・那俄性哲也厩舎に移籍。また、移籍時に現在の勝負服へと変更。
2021年3月17日、攻め馬の際に厩舎において暴力行為を行った事により同僚騎手が負傷し騎乗変更した為2日間の騎乗停止となった。
同年4月1日付で田中譲二厩舎に所属変更した。

## 主な騎乗馬
- モリデンヴィーナス（2012年福山チャンピオンシップ）
- エイシンファイヤー（2019年二十四万石賞）
- モズヘラクレス（2022年大高坂賞）
- ミニョン（2024年レジーナディンヴェルノ賞）
- グランドボヌール